# PTGES2
PTGES2 (англ. Prostaglandin E synthase 2) – білок, який кодується однойменним геном, розташованим у людей на короткому плечі 9-ї хромосоми. Довжина поліпептидного ланцюга білка становить 377 амінокислот, а молекулярна маса — 41 943.
| 10         |  | 20         |  | 30         |  | 40         |  | 50         |
| ---------- |  | ---------- |  | ---------- |  | ---------- |  | ---------- |
| MDPAARVVRA |  | LWPGGCALAW |  | RLGGRPQPLL |  | PTQSRAGFAG |  | AAGGPSPVAA |
| ARKGSPRLLG |  | AAALALGGAL |  | GLYHTARWHL |  | RAQDLHAERS |  | AAQLSLSSRL |
| QLTLYQYKTC |  | PFCSKVRAFL |  | DFHALPYQVV |  | EVNPVRRAEI |  | KFSSYRKVPI |
| LVAQEGESSQ |  | QLNDSSVIIS |  | ALKTYLVSGQ |  | PLEEIITYYP |  | AMKAVNEQGK |
| EVTEFGNKYW |  | LMLNEKEAQQ |  | VYGGKEARTE |  | EMKWRQWADD |  | WLVHLISPNV |
| YRTPTEALAS |  | FDYIVREGKF |  | GAVEGAVAKY |  | MGAAAMYLIS |  | KRLKSRHRLQ |
| DNVREDLYEA |  | ADKWVAAVGK |  | DRPFMGGQKP |  | NLADLAVYGV |  | LRVMEGLDAF |
| DDLMQHTHIQ |  | PWYLRVERAI |  | TEASPAH    |  |            |  |            |

A: Аланін

C: Цистеїн

D: Аспарагінова кислота

E: Глутамінова кислота

F: Фенілаланін

G: Гліцин

H: Гістидин

I: Ізолейцин

K: Лізин

L: Лейцин

M: Метіонін

N: Аспарагін

P: Пролін

Q: Глутамін

R: Аргінін

S: Серин

T: Треонін

V: Валін

W: Триптофан

Кодований геном білок за функціями належить до ізомераз, фосфопротеїнів. 
Задіяний у таких біологічних процесах, як метаболізм жирних кислот, метаболізм ліпідів, біосинтез жирних кислот, біосинтез ліпідів, біосинтез простагландинів, метаболізм простагландинів. 
Локалізований у цитоплазмі, мембрані, апараті гольджі.